# Antwerp Six
Antwerp Six ist der Name für eine Gruppe von heute bekannten belgischen Modedesignern, die ihr Studium an der Koninklijke Academie voor Schone Kunsten van Antwerpen absolviert haben. Mitte der 1980er Jahre gelang der Gruppe der internationale Durchbruch und trug zu wachsender Popularität von flämischer Mode bei. Zu der Gruppe zählen die Designer Dirk Bikkembergs, Ann Demeulemeester, Walter Van Beirendonck, Dries Van Noten, Dirk Van Saene und Marina Yee.

## Studienjahre
1976 begann Walter Van Beirendonck sein Studium der Mode an der Königlichen Akademie der Schönen Künste in Antwerpen. Ein Jahr später folgten Marina Yee, Dirk Bikkembergs, Dries Van Noten, Dirk Van Saene und Ann Demeulemeester. Die Studenten wurden von Mary Prijot unterrichtet, die die Abteilung seit ihrer Gründung im Jahr 1963 leitete. Die Sechs ließen sich von Pariser Designern wie Claude Montana, Thierry Mugler und Jean Paul Gaultier und Modeschöpfern aus Tokio wie Yōji Yamamoto und Comme des Garçons sowie von den politischen Turbulenzen und der Musik der späten 70er Jahre inspirieren, „um eine radikal neue Ästhetik zu schaffen, die den Lauf der Modegeschichte veränderte“. Ihre Ideen kollidierten allerdings mit den Vorstellungen von Mary Prijot, die sich eher „bourgeoisen“ Modeidealen verpflichtet fühlte, bei denen etwa die Knie immer bedeckt sein mussten. Angeregt wurden die jungen Designer, die sich in „friendly competition“ befanden, auch durch die Einführung der belgischen Auszeichnung Gouden Spoel (Goldene Spindel) im Jahr 1982, mit der belgische Mode im Rahmen der Kampagne Fashion, this is Belgian bekannt gemacht werden sollte.

## Durchbruch in London
1986 beschloss die Gruppe, mit ihren Kollektionen auf die London Fashion Week zu gehen. Sie mietete sich einen Lastwagen und teilte sich aus finanziellen Gründen einen Messestand. Weil sich dieser in der hinteren Ecke der Olympia-Halle befand, sollen sie fotokopierte Handzettel „Come up an see the ‚Antwerp Six‘!“ verteilt haben. Andere Quellen sagen, das Etikett Antwerp Six sei ihnen von der Modeagentin Marysia Woronieczka oder von der englischen Presse verliehen worden, weil die belgischen Namen zu kompliziert waren. In London wurden die Antwerpener Designer von den Chefeinkäufern der großen Kaufhäuser wie Liberty’s oder Bloomingdale’s entdeckt.
Im Oktober 1987 organisierten die Sechs zusammen mit Geert Bruloot und Linda Loppa Mode-Einkaufstage in Antwerpen. Während dieser Tage luden sie internationale Käufer in ihre Ausstellungsräume ein, um ihre Sommerkollektionen von 1988 zu zeigen; damit machten sie sich international einen Namen und brachten Antwerpen als Modestadt ins Gespräch. Im Frühjahr 1988 zeigten die Sechs ihre Winterkollektionen für 1988/1989 in den Londoner Westway Filmstudios, eine Präsentation, die in der Modewelt „mythologischen Status“ erreichte.
Es war der „Startschuss für eine neue Generation von Designern mit frischen Ideen“. Suzy Menkes, Modekritikerin der Herald Tribune, schrieb später: „Damit war ein kleines Modewunder geboren, das die Stadt bis heute ins internationale Modebewusstsein katapultiert. Die reiche Kultur Belgiens, die hervorragende Ausbildung und vor allem ein ganz spezielles Gespür für Kleidung, die unaufdringlich und nicht theatralisch ist, zeichnet Antwerpens Designer aus.“ „Honest fashion“ („ehrliche Mode“) nannte sie die Entwürfe der Antwerp Six.

## Spätere Jahre
Nachdem noch Martin Margiela, der Industriedesign studiert hatte, zu der Gruppe gestoßen war, sprach man von ihr als Antwerp 6+1. Später gingen die sieben Designer eigene Wege und gründeten eigene Unternehmen.
2015 fand anlässlich des 50-jährigen Bestehens der Gruppe eine Ausstellung im Brüsseler BOZAR-Museum statt, zu der das Buch The Belgians. An Unexpected Fashion Story erschien.